# RJ-145
A RJ-145 é uma rodovia do estado do Rio de Janeiro.
Com 108 quilômetros de extensão, liga o distrito de Passa Três, no município de Rio Claro ao distrito de Manoel Duarte, no município de Rio das Flores.

## Histórico
Seu primeiro trecho, tendo como ponto de partida o distrito de Passa Três em Rio Claro, começa no entroncamento desta rodovia com a RJ-139, conhecida como "antiga Rio-São Paulo", e segue até o Centro do município de Piraí. 

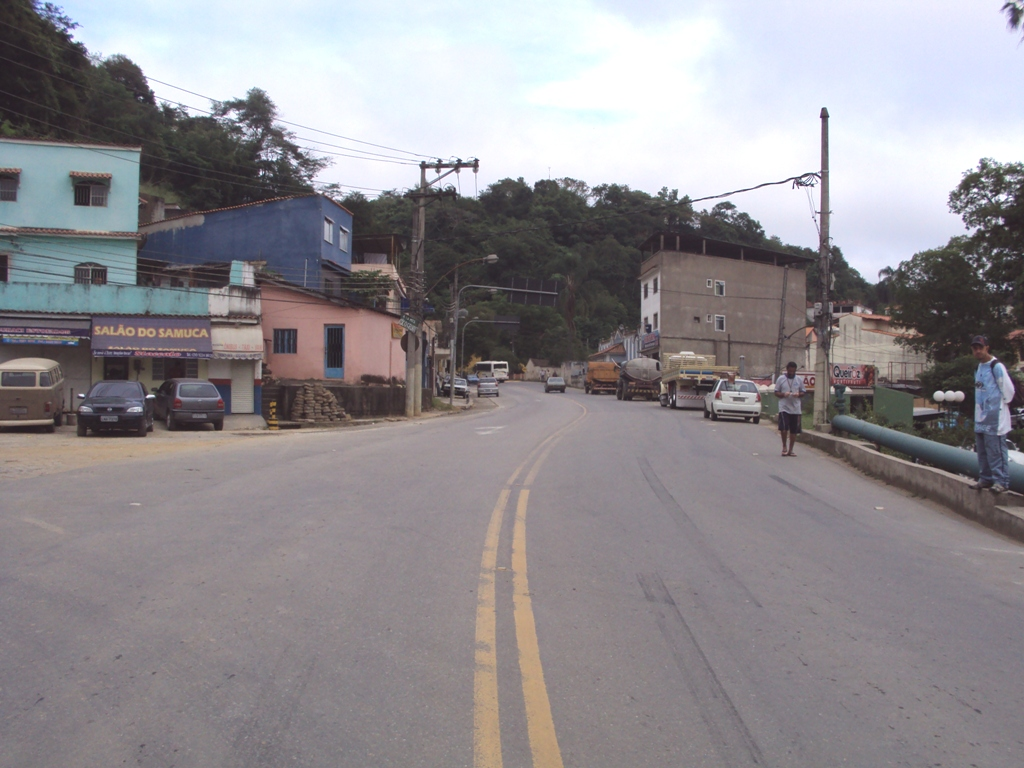
RJ-145 no trecho do perímetro urbano do município de Piraí.

No segundo trecho, que beira o lago formado pelas águas do Rio Piraí, que abastecem o sistema do Reservatório da Represa de Ribeirão das Lajes, pertencente à Light S.A., a rodovia segue até o Centro de Barra do Piraí, onde nos perímetros urbanos, recebe os nomes de Avenida Silas Pereira da Mota e Avenida Vereador Osmar Dias Ferreira, quando então prossegue, atravessando a rodovia Lúcio Meira (BR-393), até a cidade de Valença.
Em seu terceiro e último trecho, denomimado Rodovia Alberto Santos Dumont, parte de Valença até o distrito de Manuel Duarte, no município de Rio das Flores, após atravessar a sede deste, onde encontra a RJ-151 e no entroncamento com a RJ-133, há um posto da PRE e está no pacote de concessões de rodovia proposto pelo GERJ.
A RJ-145 incorpora em alguns de seus trechos, antigos leitos de ferrovias que operaram na região como o trecho entre o distrito de Passa Três em Rio Claro e a cidade de Barra do Piraí, correspondente a antiga Linha da Barra da Rede Mineira de Viação, o trecho que segue pelo Centro do município de Valença, correspondente ao antigo Ramal de Jacutinga da Estrada de Ferro Central do Brasil e o trecho que liga Valença à cidade de Rio das Flores, correspondente ao antigo Ramal de Afonso Arinos, também pertencente à Estrada de Ferro Central do Brasil. 